# Amore in tre parole
Amore in tre parole è il primo album del cantante italiano Rosario Miraggio, pubblicato nel 2005.

## Tracce
1. Canta cu mme (feat. Franco Moreno)
2. 3
3. Un amore a telefono
4. È sulo niente (cover di Gigi D'Alessio)
5. Vivo e pò moro
6. Solo un tocco
7. Lassalo perdere
8. Primm'e se 'ncuntrà
9. 3 parole